# BESA
BESA — британский танковый пулемёт, копия чехословацкого пулемёта воздушного охлаждения ZB-53, который использовал ленты для питания и носил наименование TK vz. 37 в армии Чехословакии. Назван в честь компании BSA (Birmingham Small Arms Company), производившей оружие и заключившей контракт с чехословацкой оружейной компанией «Československá zbrojovka» на лицензионное производство ZB-53 в Великобритании. Использовался британской армией в качестве танкового пулемёта, устанавливался на замену тяжёлому пулемёту водяного охлаждения «Виккерс». Хотя BESA требовал больше места в танке для установки, но был достаточно надёжным и мощным. Принят Министерством обороны в 1938 году, производился с 1939 года в нескольких модификациях.

## Производство и применение
Вооружённые силы Великобритании использовали для винтовок и пулемётов британские патроны .303 British, а пулемёт ZB-53 был разработан под немецкий патрон 7,92 × 57 мм. В Великобритании планировали отказаться от фланцевых патронов и перейти к бесфланцевым, но в условиях военных действий полноценный переход был невозможен. «Birmingham Small Arms» и Министерство снабжения признали, что с промышленной, технической и логистической точек зрения переоборудование патрона .303 British будет куда более обременительным, чем использование патронов оригинального калибра. Более того, цепь снабжения припасами Королевского бронетанкового корпуса отличалась от цепей снабжения других частей Британской армии. Вследствие этого британцы предпочли использовать зарубежные патроны: трофейных немецких и собственных боеприпасов британцам вполне хватало.
Бронеавтомобили и танки американского производства использовали пулемёты Browning калибра 0.30 (7,62 мм), а британские бронеавтомобили и танки были оснащены пулемётами BESA. Они использовали 225-патронные стальные ленты. Ствол танкового пулемёта BESA имел ручку для смены горячего ствола, трубчатый пламегаситель и мушку. Механизм действовал за счёт отвода пороховых газов из канала ствола. Газовый поршень соединялся с возвратной пружиной и при движении поршня назад пружина удерживалась вертикальным болтом и сжималась. Целик мог регулироваться на 275 и 457 метров.
Пулемёты производились в нескольких вариантах, и один из наиболее распространённых, Mark II, принят на вооружение в июне 1940 года. Он имел переключатель режима огня: с его помощью можно было вести огонь с высокой скоростью (от 750 до 850 выстрелов в минуту [выс/мин]) при бое на короткой дистанции или атаке зафиксированных мишеней, либо же с низкой скоростью (от 450 до 550 выс/мин) при бое на дальней дистанции или атаке по площади. По ходу боевых действий пулемёт модифицировался, что ускоряло его производство и снижало издержки. Три модифицированные модели — Mark II*, Mark III и Mark III* — были приняты на вооружение в августе 1943 года. Модель Mark II* использовала новые упрощённые детали, но взаимозаменяема с Mark II. Модели Mark III и Mark III* имели те же упрощённые детали, как у Mark II*, но не взаимозаменяемы с Mark II, а также не имели переводчика огня. Mark III* имел максимальную скорострельностью от 450 до 550 выс/мин и пригоден для боя на дальней дистанции, а Mark III с максимальной скорострельностью от 750 до 850 выс/мин как раз подходил для боя на малой дистанции.
Предыдущие версии Mark I, Mark II и Mark II* в 1951 году признаны устаревшими и сняты с вооружения, а все варианты Mark III были переоборудованы в Mark III*. В 1952 году появился вариант Mark III/2 с новым наводчиком и щитом. Модель Mark III/3, представленная в 1954 году, являлась дальнейшим развитием Mark III/2 (заменён ствол и надульник, отверстия для охлаждения расширены, что позволяло использовать ленты со смешанными боеприпасами). Послевоенные образцы Mark III/2 и Mark III/3 оставались на вооружении до конца 1960-х годов. Модификации также отличались методом взведения.

## Боеприпасы BESA
| Обозначение                                        | На службе                  | Отличия                                 |
| Cartridge S.A. Ball 7.92 m/m Mark Iz               | май 1939 — ноябрь 1941     | Фиолетовый фланец, индекс Iz на гильзе  |
| Cartridge S.A. Ball 7.92 m/m Mark IIz              | сентябрь 1941—1966         | Фиолетовый фланец, индекс IIz на гильзе |
| Cartridge S.A. Tracer 7.92 m/m G Mark Iz           | октябрь 1939 — ноябрь 1941 | Красный фланец, индекс GIZ на гильзе    |
| Cartridge S.A. Tracer 7.92 m/m G Mark IIz          | сентябрь 1941—1945         | Красный фланец, индекс GIIZ на гильзе   |
| Cartridge S.A. Tracer 7.92 m/m G Mark 3z           | апрель 1945—1966           | Красный фланец, индекс G3Z на гильзе    |
| Cartridge S.A. Armour-Piercing 7.92 m/m W Mark Iz  | март — ноябрь 1941         | Зелёный фланец, индекс WIZ на гильзе    |
| Cartridge S.A. Armour-Piercing 7.92 m/m W Mark IIz | сентябрь 1941—1966         | Зелёный фланец, индекс WIIZ на гильзе   |
| Cartridge S.A. Incendiary 7.92 m/m B Mark Iz       | 1942—1966                  | Синий фланец, индекс BIZ на гильзе      |

## 15-мм пулемёт BESA
В качестве танкового пулемёта британцами применялась и копия чехословацкого ZB vz.60 — 15-мм пулемёт BESA массой 57 кг, использовавший патронные ленты. Он мог вести огонь и одиночными выстрелами, и очередями. На вооружение он принят в июне 1940 года: устанавливался на 129 легких танков Mk VIC, бронеавтомобили Humber Mk I, Mk II и Mk III. До 1949 года произведено более 3200 пулемётов, пока 15-мм пулемёт BESA не сняли с вооружения. Он использовал патроны 15 × 104 мм, пуля весила 75 грамм. Начальная скорость пули 818,3 м/с, скорострельность — 450 выс/мин. Ряд пулемётов попал к немцам, и они были переданы войскам СС. В связи с небогатым выбором номенклатуры имеющихся чешских пуль и их низкими боевыми характеристиками для снаряжения выстрелов немцы использовали те же пули, что и для MG 151/15. Так как эти пули были по сути снарядами, то есть имели ведущий поясок, то для размещения снаряда в имеющийся патронник они укоротили дульце чешской гильзы на ширину этого пояска (3 мм), после чего длина гильзы переделанного боеприпаса составляла 101 мм. Для стрельбы 15-мм пулемёт BESA использовал ленты на 25 патронов, что ограничивало его скорострельность; но его стрельба одиночными патронами более точна, чем стрельба очередями.